# Wilferd Madelung
Wilferd Ferdinand Madelung (Estugarda, 26 de dezembro de 1930 – 9 de maio de 2023) foi um autor e estudioso germano-americano da história islâmica.

## Carreira
Madelung foi professor Laudian de árabe na Universidade de Oxford de 1978 a 1998. Ele escreveu extensivamente sobre a história inicial do Islã, bem como sobre seitas islâmicas como os xiitas e os ismaelitas. Ele também escreveu artigos para revistas acadêmicas e palestras sobre o Ibadismo. Ele atuou nos conselhos editoriais de várias revistas acadêmicas, incluindo o Journal of Arabic and Islamic Studies. Por último, foi pesquisador sênior do Institute for Ismaili Studies em Londres.

## Trabalhos
- Madelung, W. (editor) - Arabic Texts Concerning The History of The Zaydi Imams of Tabaristan, Daylaman And Gilan, Franz Steiner, 1987
- Madelung, W. - Religious Trends in Early Islamic Iran, 1988
- Madelung, W. - Religious and Ethnic Movements in Medieval Islam, 1992
- Madelung, W. - The Succession to Muhammad, Cambridge University Press, 1997
- Madelung, W. e Walker, P. - An Ismaili Heresiography, Leiden, 1998
- Madelung, W. e Walker, P. - The Advent of the Fatimids: A Contemporary Shi'i Witness, I.B. Tauris, 2000
- Madelung, W. - Der Imam al-Qasim ibn Ibrahim und die Glaubenslehre der Zaiditen, Walter De Gruyter Incorporated, 2002
- Madelung, W. - Religious school and sects in medieval Islam
- Madelung, W. (editor) - The Book of the Rank of the Sage. Rutbat al-Ḥakīm by Maslama al-Qurṭubī. Texto em árabe editado com uma introdução em inglês por Wilferd Madelung. Corpus Alchemicum Arabum IV. Publicações do Patrimônio Humano Vivo, Zurique 2016.

## Artigos relacionados ao Ibadismo
- Madelung, Wilferd: (1974) The origins of the controversy concerning the creation of the Koran. In: Barral (ed.) 1974, vol. 1, 504-525.
- Madelung, Wilferd: (1979) The Shiite and Khārijite contribution to pre-Ashcarite Kalām. In: Morewedge (ed.) 1979, 120-139.
- Madelung, Wilferd: (ed.) (1985) Aḥmad al-Nāṣir [li-Dīn Allāh]: Streitschrift des Zaiditenimams: wieder die ibaditische Prädestinationslehre. Wiesbaden: (Instituto Orient da Sociedade Oriental Alemã, Beirute) em comissão com Steiner, 1985, (18 pp. Texto alemão, 351 pp. Ar. texto; 25x18 cm.). ISBN 3-515-03189-8.
- Madelung, Wilferd: (1992) Abū ʿUbayda Maʿmar b. al-Muthannā as a historian. Journal of Islamic Studies (Oxford), vol. 3 (1992), 47-56.
- Madelung, Wilferd: (2004) ʿAbdallāh b. Yazīd al-Fazārī. Al-Tasāmuḥ (Muscat), nr. 5 (Winter 1425/2004).
- Madelung, Wilferd: (2007) ʿAbdl. b. Ibāḍ and the origins of the Ibāḍiyya. In: Authority, privacy and public order in Islam: Proceedings of the 22nd congress of L'Union Européenne des Arabisants et Islamisants, Cracow, 29 Sept.-4 Oct. 2004. Ed. por B. Michalak-Pikulska and A. Pikulski. Leuven: Peeters/David Brown Book Co., EUA, 2007, 51-58.
- Madelung, Wilferd: (2008) The theology of ʿAbd Allāh al-Fazārī.A lecture given at the 24th Congress of the Union Européenne des Arabisants et Islamisants, University of Leipzig, 24-28 Sept. 2008.
- Madelung, Wilferd: (2010) ʿAbd Allāh b. Yazīd al-Fazārī's rebuttal of the teaching of Ibn ʿUmayyir.Lecture delivered at the Conference: Theological rationalism in medieval Islam: new sources and perspectives, Istanbul, 4–6 Jun. 2010.
- Madelung, Wilferd: (2011b) ʿAbdallāh b. Ibāḍ's “Second Letter to ʿAbd al-Malik”. In: Community, state, history and change: Festschrift for Prof. Ridwan al-Sayyid on his60th birthday. Beirut: al-Shabaka al-ʿArabiyya li'l-Abḥāth wa'l-Nashr, 2011, 7-17.
- Madelung, Wilferd: (2012a) The authenticity of the letter of ʿAbd Allāh b. Ibāḍ to ʿAbd al- Malik. Revue des Mondes Musulmans et de la Méditerranée (REMMM) (Lyon), vol. 132 (Dez. 2012), 37-43.
- Madelung, Wilferd: (2012b) ʿĪsà b. ʿUmayr's Ibāḍī theology and Donatist Christian thought.In: Hansberger et al. (eds.) 2012, 99-103.
- Madelung, Wilferd: (2012c) Ibāḍiyya and Muʿtazila in Early Islam. A lecture given at: International conference: Ibāḍī theology. Rereading sources and scholarly works (q.v.).
- Madelung, Wilferd: (2012d) The early Ibadiyya and Zaydiyya. A lecture delivered at: International conference: Ibadisme dans les sociétés islamiques médiévales(q.v.).
- Madelung, Wilferd: (2013) Aqwāl Qatāda, the Shuʿaybiyya and the Nukkār. A lecture delivered at: International conference: Ibāḍī Jurisprudence. Ibāḍī law in the post-Rustamid period (q.v.).
- Madelung, Wilferd: (2014b) ʿAbd Allāh Ibn Yazīd al-Fazārī on the abode of Islam. In: Ziaka (ed.) 2014a, 53-58.
- Madelung, Wilferd: (2014c) ʿAbdl. b. ʿAbbās and the Muḥakkima of Basra. A lecture delivered at: International Conference: today's perspectives on Ibāḍī history and the historical sources (q.v.).
- Madelung, Wilferd: (2015a) Ibāḍiyya and Muʿtazila: two moderate opposition movements in early Islam. In Francesca (ed.) 2015b, 23-28.
- Madelung, Wilferd: (2015) A Quranic perspective on the Nahḍa in Islam. A lecture delivered at: International conference: Sixth conference on Ibadism and Oman (q.v.).

## Morte
Madelung morreu no dia 9 de maio de 2023, aos 86 anos.